# Ďurďošík
Ďurďošík (maďarsky Györgyi, Gyürgyi) je obec na Slovensku v okrese Košice-okolí. 

## Místopis
Obec se nachází ve východní části Košické kotliny, v části zvané Toryská pahorkatina, v údolí řeky Trstianka, 15 kilometrů od krajského města Košice. Obec katastrálně sousedí na severu s Trsťany, na východě s Bidovci, na západě s Košickými Oľšany a na jihu s Olšovany. 

### Vodní toky
Ďurďošíkem protéká vodní tok Trstianka, který se jihovýchodně od obce vlévá do Olšavy. 

### Vodní plochy
Jihovýchodně od obce se nachází chovný rybník Bidovce. 

## Historie
První písemnou zmínku o obci Ďurďošík známe z roku 1330. Podle ní víme, že Ďurďošík předtím patřil komesovi Budunovi (Bodun) z rodu Aba spolu s Ďurkovem, Chabžany a Janovíkem. Pro nevěrnost králi však o ně přišel a na základě královské donace je už vlastnil Imrich, syn Pavla, vnuk Kompolta z rodu Aba. V roce 1330 však musel zmíněný Imrich dát tyto odebrané majetky na holčičí čtvrt. 
Kořeny Ďurďošíka však sahají mnohem hlouběji do historie. Nalezeno zde bylo i staré slovanské sídliště. V roce 1332 protestoval Michal, syn Buduna, jménem svým i svých bratrů proti zabavení jejich majetků Mikčem a Imrichem, synem Pavla. Mezi zmíněnými majetky se nachází také Ďurďošík. 
Další písemná zmínka o Ďurďošíku je známa z roku 1337. Zde je zmíněn při popisu hranic majetků kláštera v Krásné nad Hornádom, a to jako vesnice, která sousedí s Košickými Oľšany. Podle zápisu z roku 1351 na kongregaci Abaujské a Šarišské stolice přednesl Jan, syn Donča z Ďurkova a vnuk Buduna, jménem svým a ostatních žalobců, že jejich dědičné majetky byly odcizeny a drží je synové Imricha, vnuci Pavla. Mezi těmito majetky je zmiňován i Ďurďošík. Tato listina konstatuje, že dědovi Jana Budunovi byly tyto majetky odňaty pro nevěrnost v době před bitvou v Rozhanovcích. Tehdy byl Ladislav, syn Pavla a vnuk Kompolta v Ďurkově zabit syny Buduna. 
K další změně vlastníka dochází v roce 1369. Tehdy se dělili bratři Jan s Imrichem, synové Imricha, o Ďurkov, který si rozdělili na dvě poloviny. Tehdy došlo asi i ke změně majitele Ďurďošíku. V roce 1378 Jan, syn Ladislava, vnuk Lukáše z Ďurďošíka, prodal Ďurďošík za 200 budínských marek Gregorovi, synovi Jana, vnukovi Buduna. 
V roce 1390 Jan, syn Ladislava, syna Lukáše zvaného Nemeth, daroval Ďurďošík kostelu sv. Mikuláše z Myšle. Tedy není jasné, zda v roce 1369 vesnici opravdu prodal Gregorovi, nebo se obchod nakonec nekonal. To vedlo v roce 1391 ke sporu, protože podle soudce byl Ďurďošík v roce 1378 přisouzen Šimonovi a Anne, dětem zmíněného Řehoře. Soud byl asi úspěšný pro potomky Gregora, protože v roce 1435 vesnice nepatřila převorství z Myšle. V roce 1553 patřila obec zemanům a nacházely se tam 4 porty, čili to byla malá vesnice, žilo tam asi 12 až 20 lidí. V roce 1565 tam žilo jedenáct poddaných. V roce 1598 tam stálo 7 domů. 
Na počátku 18. století byl Ďurďošík úplně vylidněn. Ještě v roce 1720 tam nikdo nežil a v roce 1746 tam stály jen dva domy. V roce 1773 to byla již opět vesnice, kde se mluvilo převážně slovensky. V roce 1851 zde žilo 247 obyvatel. 

## Kultura a zajímavosti

### Památky
- Římskokatolický kostel Nanebevzetí Panny Marie, jednoduchá jednolodní stavba s prvky neogotiky, s polygonálním ukončením presbytáře a předsunutou věží z první poloviny 20. století. Interiér kostela je plochostropý, nachází se zde zděná empora. Kostel má okna dekorovaná šambránami s lomeným obloukem. Věž je ukončena střechou ve tvaru jehlanu.[2]

## Školství
V obci se nachází mateřská škola na místě bývalé čtyřleté základní školy. Navštěvuje ji 16 dětí (2011). 

## Doprava
Obec má dobré dopravní zajištění autobusy. V obci se nenachází vlakové spojení. Nejbližší železniční stanice je v Košicích. 

## Osobnosti obce

### Působili zde
- Marek Sapara (* 1982), fotbalista a reprezentant, účastník Mistrovství světa v roce 2010.